# Естественный вид

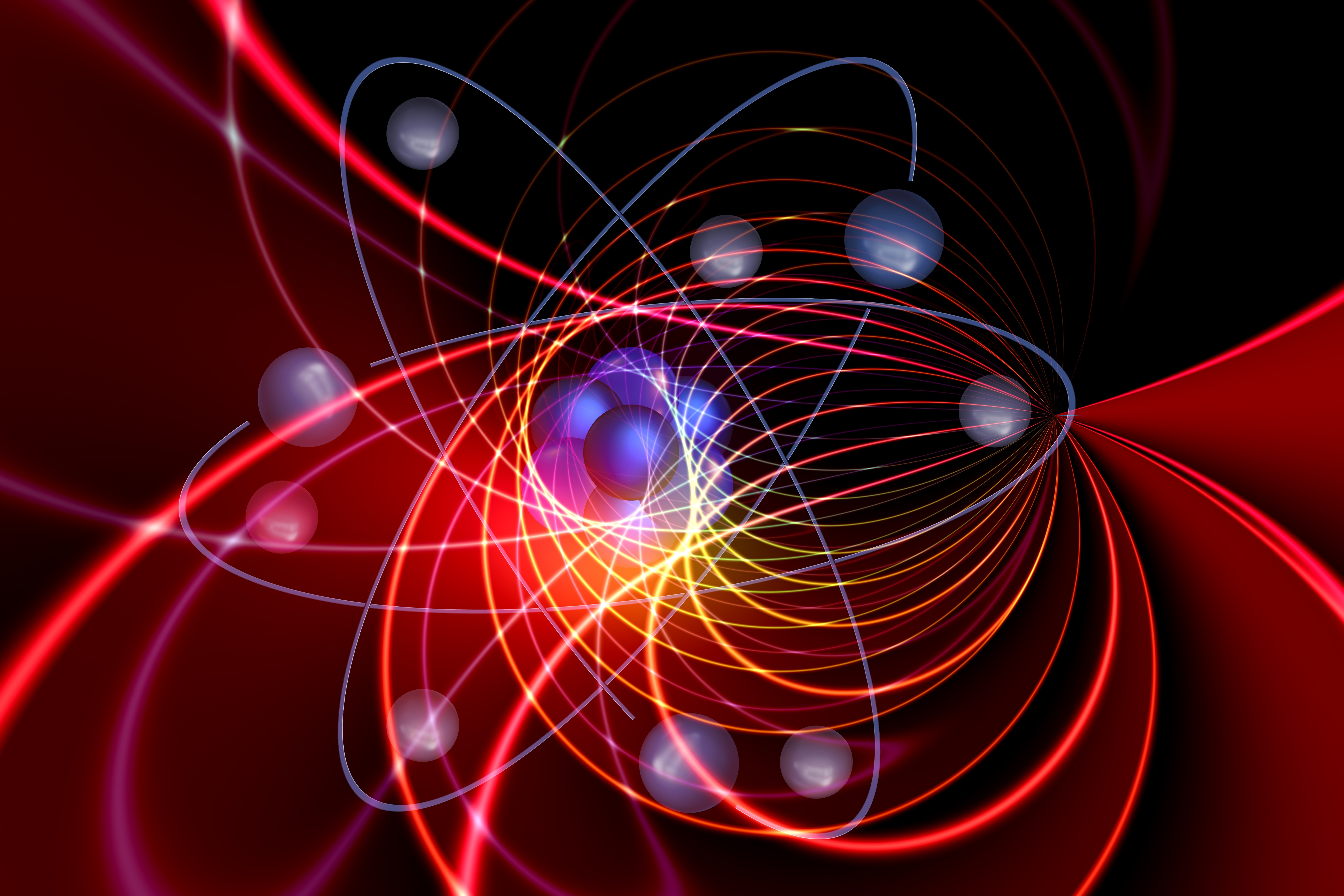
Атом

Естественный вид (англ. Natural kind) — это вид теоретизирующего объекта, в аналитической философии, который отражает природу естественного мира, независящую от описания и знания человека об этом объекте. Стандартными примерами естественного вида являются физические частицы, химические элементы, биологические виды.
Научные дисциплины зачастую разделяют изучаемые объекты на различные группы. Эти группы становятся предметами теоретических рассуждений. В свою очередь, каждая такая группа объектов представляет собой естественный вид. Множество естественных видов составляет структуру мира. В химии в качестве естественного вида представлены химические элементы, в физике — элементарные частицы (электрон), виды рода (лептон, кварк) и высшие виды (фермион, бозон). В астрономии классификации подвергаются небесные тела: например, галактики могут быть эллиптическими, спиральными, линзовидными, карликовыми и т. д. В биологии присутствует чёткая иерархическая система классификации организмов, однако в данный момент ведутся споры насчёт того, можно ли считать эти классификационные единицы естественными видами.
Естественные виды могут рассматриваться с точки зрения метафизики, философии науки и философии языка. Метафизический подход ставит вопрос о подлинности существования естественных видов, то есть их бытии в виде реальных сущностей. Философия науки работает с естественными видами, поскольку те составляют основу теоретического аппарата естественных дисциплин. Философия языка проявляет интерес к естественным видам, поскольку работает, по большей части, с семантикой их терминов.

## История
Слово «Вид», в английскую философию, ввел Джон Стюарт Милль в 1843 году, в разгар дебатов о биологических видах. Философия индуктивных наук Уильяма Уэвелла появилась в 1840 году, с долгим обсуждением естественных и искусственных классов. Он задавался вопросом о том, в какой мере высшие таксоны (в отличие от видов) являются лишь интеллектуальными изобретениями и в какой степени они отражают биологическую реальность. Сегодня, с появлением номиналистической числовой систематики, этот вопрос также актуален, как и во времена Уэвелла. Общепризнанная цель Милля не была биологической, он хотел развенчать логическое учение о пяти предикативах, выведенное Порфирием из Аристотеля, которое в 1843 году все ещё оставалось основным продуктом английской логики. Главным местом разговоров о естественном роде была не биология, а индукция. Фраза «естественный вид» была введена Джоном Венном в 1866 году в его «Логике случайности», хотя, конечно, он хорошо понимал, что адаптирует «вид в природе» Милля. В наше время, мы обязаны возрождением этой фразы работе Бертрана Рассела «Человеческое познание. Его сфера и границы» (1948). Индукция также занимает центральное место в «естественных видах» Уилларда Куайна. Куайн и Рассел согласились, что хотя естественные виды могут быть полезны для понимания нашей способности составлять незначительные индукции, они бесполезны, когда речь заходит о более рефлексивной науке. Как только Рассел вновь ввёл в английскую философию выражение «естественный вид», оно было подхвачено в дебатах о «реализме», особенно в исследовании Генри Хабберли Прайса «Мышление и опыт» 1953 года об универсалиях. Оттуда она перешла в философию языка, где наиболее заметными авторами являются Хилари Патнэм и Сол Крипке.

## Метафизика естественных видов
Основные метафизические вопросы, касающиеся естественных видов, имеют три аспекта:
- Во-первых, действительно ли виды, которые мы считаем «естественными», являются естественными или наши процессы классификации более антропоцентричны, чем должны быть?
- Во-вторых, что такое естественные виды? Являются ли естественные виды какой-либо сущностью вообще? Являются ли они основными онтологическими объектами или они получены эмпирическим путем и сводятся к другим объектам (например, универсалиям)?
- В-третьих, есть ли у естественных видов сущности?

Что касается первого вопроса, общая проблема состоит в том, чтобы определить, какие из видов, к которым обращается наука, если таковые имеются, соответствуют реальным естественным видам — так называемым, существующим в природе — и какие из этих видов являются просто условными — те, чьи границы установлены нами, а не природой. Тогда, если естественные виды действительно естественны, что они? Существуют ли сущности естественных видов, и если да, то что мы можем сказать о природе таких сущностей? Являются ли они неприводимыми базовыми объектами sui generis (например, частными и универсальными)? Или их можно свести, скажем, к универсалиям или к группам свойств? Третий вопрос заключается в том, существуют ли свойства, которые могут быть существенным для членства вида. Эссенциалисты натурального вида утверждают, что у естественных видов есть сущности, где сущность естественного вида — это свойство или набор свойств, обладание которыми является необходимым и достаточным условием того, что конкретный член является членом вида. Этот факт является так называемым существенным фактом, касающимся рода; это факт, который, с точки зрения Кита Файна, проистекает из идентичности или природы вида.

### Натурализм
Наш взгляд на естественно-видовую классификацию заключается в убеждённости в том, что такая классификация в принципе является естественной для упорядочивания вещей в мире. Например, мы объединяем в одну группу химические элементы с одинаковыми свойствами. Предположим, у металлов таковыми являются высокие тепло- и электропроводность, ковкость, характерный металлический блеск. Однако объединить кошку, тыкву и табуретку мы не можем, поскольку такой набор не соответствует ни одной естественно-видовой классификации. Такие классы как «отечественные автомобили», «садовые растения» и «библиотеки» не являются естественными, поскольку они отражают интересы людей, а не естественное положение вещей. Этот взгляд и называется натурализмом. Также часто его называют реализмом из-за тесной взаимосвязи с научным реализмом. Таким образом, научные теоретические положения науки отражают естественное разделение видов. Например, периодическая система Менделеева классифицирует химические элементы на основе их свойств. Однако «реализм» также ассоциируется с онтологическими положениями (реализм универсалий, модальный реализм), потому следует использовать именно термин «натурализм» как «слабый реализм», хоть и не все естественные классификации относятся к естественным видам.

### Существуют различные критерии классификации естественных видов
1. Члены естественного вида должны иметь общие естественные свойства. Это обязательное условие для объединения в вид, хоть и недостаточное, поскольку предметы, принадлежащие к абсолютно разным видам, могут иметь схожие свойства. Как, например, отмечает Милль,[9] множество белых объектов не формирует естественный вид. Естественные свойства зачастую принимаются за внутренние характеристики. Это утверждение ставит под вопрос сущность естественных видов в биологии.
2. Естественные виды должны допускать индуктивный вывод. Это подчёркивают Уэвелл[10] и Милль,[9] а также этот вопрос занимает центральное положение в куайновской[11] дискуссии о естественных видах. Хотя сам по себе этот критерий также не является достаточным, он необходим.
3. Естественные виды должны подчиняться законам природы. Этот критерий принимается как более сильная метафизическая версия предыдущего критерия. Однако здесь снова возникают вопросы с биологией. Например, если некоторый объект мы называем зеброй, то он, кроме прочих признаков, должен иметь полосатый внешний вид. Тем не менее, это не становится законом природы. Даже если мы рассматриваем данный критерий как необходимый, он всё ещё не может быть достаточным — потому что законы природы касаются природных свойств и величин, не определяющих виды — как, например, ньютоновский закон тяготения.
4. Члены естественного вида должны образовывать вид. Первые три критерия не являются достаточными для образования вида, однако предполагают некоторые условия. То есть, расширяя пример Милля про белые предметы, мы можем поставить в пример также отрицательно заряженные частицы или объекты массой один килограмм. Все они также не будут образовывать естественный вид. Таким образом, объекты должны быть объединены в виды на основе адекватных критериев.[12]
5. Естественные виды должны составлять иерархию. Если два вида накладываются, то либо один из них является подвидом, либо они одинаковы.[13] Это показано, к примеру, в линнеевской таксономии в биологии.[14] Если организмы из разных видов входят в один и тот же род, то все члены обоих видов входят в этот род.
6. Естественные виды должны быть категорически различимы. Не должно быть плавных переходов из одного вида в другой.[15] Тогда граница между ними не могла бы быть проведена природой, и пришлось бы её проводить нам. В таком случае эти виды не были бы подлинно естественными. К примеру, в таблице Менделеева хлор и аргон представлены рядом, однако не существует атомов между ними, которые могли бы быть чем-то средним. поскольку ядро атома не может иметь количество протонов между семнадцатью у хлора и восемнадцатью у аргона.

### Антиреализм
Антиреализм, охватывает широкий круг взглядов. Все они имеют общее утверждение, что то, что определяет, какие виды являются естественными, — это не только независимые от разума факты о мире, но также факты о «нас». Любые общие свойства среди членов вида, которые мы определяем как основу для их группировки, являются продуктами нашей классификационной практики и не существуют независимо от разума. Эта точка зрения рассматривает естественные виды как исключительно те классификации, которые мы используем в нашей классификационной практике. Поскольку в мире нет ничего, что могло бы утвердить различные группы, естественные виды будут зависеть от наших явных представлений о том, какие существуют виды.
Согласно сильному конвенционализму, как это указано подробнее ниже, не существует не только независимого от разума естественного разделения вещей в природе, но и в принципе нет какой-либо классификации, которая была бы независимой от наших целей. Так что и общие свойства предметов не существуют вне нашей классификации. Такая точка зрения вполне может сосуществовать с более общим антиреалистическим взглядом, который указывает на существование мира, независимого от нашего сознания. Таким образом, естественные виды могут быть только продуктами нашей классификационной практики. А поскольку в мире нет ничего, что могло бы оправдать отделение одних предметов от других, то естественные виды зависят только от наших персональных убеждений относительно делимости мира. То есть естественные виды абсолютно субъективны. Здесь, однако, возникает уже научная проблема. Подобный подход приравнивает множество домовых или множество психических расстройств к множеству элементарных частиц, например. Для антиреализма в определённых обстоятельствах данные множества будут одинаково легитимными.

#### Конвенционализм
Натуралистический подход к классификации естественных видов контрастирует с конвенциалистским (который также называется конструктивизм или конструкционизм). Согласно теории конвенционализма, естественные виды не существуют вне дискурса, независимо от учёных. Милль формулирует различие так:
«Поскольку естественная классификация основана на реальных видах, их объединения, конечно, не являются условными; совершенно верно, что они не зависят от произвольного выбора натуралиста» (1884, bk. IV, ch. II).
Конвенционалист будет утверждать, что цели учёных — это лишь малая доля возможной сферы интересов, в которые могут быть включены автомобилисты, повара, социологи и другие группы лиц с собственными запросами. Таким образом, конвенционалисты отрицают, что какие-либо наши классификации могут быть признаны естественными, то есть особенными, а классификации ботаников, к примеру, делят природу не лучше, чем классификации поваров.
Конвенционализм также может быть разделён на два типа — сильный и слабый. Слабый конвенционализм утверждает, что наши классификации не являются или вряд ли могут быть естественными. Принципиальная позиция заключается в скептицизме относительно нашей возможности открыть природные принципы классификации. Локк, руководствуясь шестым критерием, утверждал, что между подлинными видами должны были бы существовать промежутки, однако это наблюдение показало лишь плавные переходы между используемыми видами, которые потому и должны быть условными.
Сильный конвенционализм в принципе отрицает какое-либо разделение в природе. Приверженцы сильного конвенционализма утверждают, что сходства и различия, которые мы приписываем вещам, существую только будучи обусловленными социальными функциями соответствующих понятий, а не естественными фактами. Такое замечание предлагает нам, к примеру, рассматривать гендер не как критерий биологического различия, а как различие в социальных ролях. Соответственно, естественные виды также являются научными конструкциями, облегчающими жизнь учёным. То есть ключевая мысль в том, что естественные виды конструируются, а не открываются. Как сказал Стефен Вулгар, «нет объектов вне дискурса».

#### Прагматический подход
Простой прагматический подход к естественным видам утверждает, что естественные виды соответствуют категориям, которые выполняют некоторые из наших эпистемологических или практических целей. Это очень широкое понимание естественных видов, позволяющее рассматривать широкий спектр категорий как естественные виды. Это, однако, исключает совершенно произвольные категории, потому что они не могут служить какой-либо полезной цели. В то время как реалист подчеркивает, что причина, по которой группировка полезна, заключается в том, что некоторые объективные свойства являются общими, антиреалист не заботится об этом. Вместо этого антиреалист фокусируется на том, полезна ли группировка и служит ли она какой-либо цели, независимо от того, основана ли она на каком-либо объективном свойстве. Одна проблема с этой точкой зрения возникает, когда мы начинаем думать о том, что наши интересы могут несколько отличаться от самих видов. Это сводит точку зрения к потенциально неловким последствиям, при которых любое изменение наших интересов влечет за собой существование различных природных видов. Чтобы противостоять этому следствию, прагматик может предложить способ уточнить, какие интересы могут быть приняты как важные для оценки естественности вида. Например, можно ограничить возможный диапазон интересов.
Другое потенциально проблематичное последствие простого прагматического взгляда состоит в том, что практические вопросы могут перевесить фактические, когда речь заходит о принятии решения о том, какие классификации следует принять. Например, психиатрическая классификация антисоциального расстройства личности, скорее всего, объединяет очень разнородный класс людей, единственная общая черта которых заключается в том, что они осуществляют какое-то преступное поведение. С точки зрения научных исследований, мы должны стремиться найти классификации, которые лучше основаны на общих чертах, которые разделяют их члены. С практической точки зрения, может быть достаточно знать только то, что люди, принадлежащие к одной группе, совершили преступления и, что вполне вероятно, что они сделают это снова.

### Смешанный реализм
Джон Дюпре выдвинул тезис о так называемом «смешанном реализме», согласно которому существует множество способов типологизации вещей в мире. То есть структура мира настолько сложна, что мы можем категоризировать предметы самым разным образом в зависимости от своих исследовательских целей. Дюпре всё же не считает такой подход конвенционалистским и настаивает, что он больше близок натурализму и реализму. Он признаёт, что общие для всех видов свойства существуют, но отказывает им во внутренней присущности (согласно первому критерию). Соответственно, ни о какой иерархии видов не может идти речи (пятый критерий), и естественные виды не могут быть категорически различны (шестой критерий).

### Реализм естественных видов
Реализм в отношении естественных видов заключается в признании их нахождения в виде реальных сущностей. Отличие от натурализма состоит в том, что натурализм утверждает возможность естественной классификации всех предметов в мире, а реализм говорит именно об онтологическом уровне естественных видов. Поскольку термин «слабый реализм» иногда используется для обозначения натурализма, можно использовать термин «сильный реализм» для обозначения более сильного онтологического тезиса о том, что границы между разными видами реальны. То есть различия между кошками и собаками — это не просто различение двух разных видов, а различие двух сущностей — кошачьей и собачьей.
Уиллард Куайн являет собой пример философа, принимающего естественную классификацию. Также его можно назвать реалистом, поскольку Куайн считает естественные виды множествами, которые действительно существуют. Тем не менее, этот реализм минимизируется пониманием данных множеств как вездесущих. Любой последовательный классификационный принцип будет определять набор классифицируемых таким образом вещей, будь то естественные или искусственные, так что сама онтология естественных видов не способна объяснить их существование. Куайн рассматривает понятия «вида» и «сходства» как «по существу одно понятие» (там же, с. 119), но отрицает, что можно прямо дать определение одного в терминах другого. В концепции Куайна не все множества являются естественными видами, но любое множество, члены которого разделяют какое-то естественное свойство, является естественным видом.

## Джон Локк и Готфрид Вильгельм Лейбниц
Многие считают, что Джон Локк и Вильгельм Лейбниц не соглашались друг с другом в вопросе об естественных видах, хотя фраза «естественный вид» ещё не была изобретена. Локк полагал, что свойства и поведение объектов определяются их «внутренней конституцией». Он также предположил, что мы не можем знать внутреннюю конституцию вещей. Следовательно, наши определения видов должны быть номинальными. Не только названия наших классов нашего собственного изобретения, но и сами классы — работа человеческого разума. Это не потому, что в природе нет истинных классов, а потому, что принципы, на которых они сформированы, надолго скрыты от нас. Лейбниц согласился, что мы никогда не сможем полностью знать внутреннюю конструкцию вещей. Но мы можем создавать все более подробные и богатые модели базовой конструкции и иметь все гипотетико-дедуктивные основания полагать, что мы правы. Милль и Пирс писали с точки зрения законов природы или, по крайней мере, абсолютных единообразий. Вместо этого Локк и Лейбниц полагали, что рост знаний — это скорее вопрос определения базовой структуры. Это альтернативная презентация того, как виды могут быть открыты через естествознание.

## Джон Стюарт Милль
Джон Стюарт Милль имел цель, отличную от цели Рассела. Согласно Миллю, в аристотелевской идее пяти предикативов была ровно одна истина, а именно: существуют два резко различающихся типа классификации. Члены одного типа класса совместно используют одно свойство, в то время как члены другого типа класса совместно используют множество свойств. 
«Белые вещи, — писал он, — не отличаются никакими общими свойствами, кроме белизны; а если и различаются, то только теми, которые каким-то образом связаны с белизной» 
Но сотни поколений не исчерпали общих свойств животных или растений, сульфата или фосфора; мы также не считаем их исчерпывающими, но переходим к новым наблюдениям и экспериментам в полной уверенности открытия новых свойств, которые никоим образом не подразумевались в тех, которые мы знали ранее. Последние являются реальными видами, сильной версией требования Рассела о том, что естественные виды должны иметь ряд общих свойств. Назовем белый цвет «конечным видом», Милль не отрицал, что конечные виды встречаются в природе. В обоих случаях классификация — это дело рук людей, а различия-дело рук природы. Пример Рассела с «кошкой», которая является не только естественным видом, но и многими его (неискусственными) подмножествами, такими как класс белых кошек. Возвращаясь к Миллю можно заметить, как эта сложность легко решается. Пусть K — вещественный вид, а P — свойство, и пусть L — непустое подмножество членов K, имеющих P. L является вещественным видом только в том случае, если он имеет большой и правдоподобно неисчерпаемый набор свойств, не принадлежащих членам K, которые не имеют P.

## Бертран Рассел
Рассел писал, что сущность естественного вида состоит в том, что это класс объектов, каждый из которых обладает рядом свойств, которые, как известно, не являются логически взаимосвязанными. Рассел предлагает рассмотреть учение о естественных видах на примере постулата Кейнса об ограниченном разнообразии, который является достаточно адекватным для основания индукции. Кейнс придерживался позиции, что 
«количество многообразия во вселенной так ограничено, что нет ни одного объекта настолько сложного, что его качества попадали бы в бесконечное число независимых групп (то есть групп, которые могли бы существовать как независимо, так и в соединении); или, скорее, что ни один из объектов, о котором мы делаем обобщение не является таким сложным, как этот; или, по крайней мере, что хотя некоторые объекты и могут быть бесконечно сложными, мы иногда все же имеем конечную вероятность того, что объект, о котором мы стараемся сделать обобщение, не является бесконечно сложным» 
Таким образом, Кейнс утверждает, что возможно подобрать конечный ряд основных свойств и для присоединения вида необходимо выявить два основных свойства, по которым вид можно определить в одну из групп, то есть для нас может быть достаточно несколько индукций, а не все. Рассел делает вывод, что такой подход к естественным видам является достаточно хаотичным и прошло время, когда каждый элемент можно было наделить определённым набором свойств. Например, электроны, позитроны по результатам исследований уже не являются конечными. Соответственно, он не может принять такой постулат, как достоверный постулат науки.
Большинство видов, в том числе те, которые люди считают естественными, — это не то, что Рассел называл природными. Зеленые вещи не обладают рядом общих свойств, объединённых в один вид. Единственное, что у них общего, — это то, что они зеленые. Многие виды не могут быть тем, что Рассел назвал естественными, потому что они не обладают рядом общих свойств. И наоборот, давно известен факт, что многие из наших общих имен обозначают классы, которые, как говорят, не имеют ни одного общего свойства, и даже характеризуются тем, что Рассел метафорически назвал интенсиональной окрестностью. Другими словами — это семейное сходство, скопление, прядь в веревке или что-то ещё. Таким образом, наиболее распространенные имена, даже названия того, что реалист назвал бы «естественными классами», не удовлетворяют характеристике естественных видов Рассела. Некоторые терпят неудачу, потому что у классов есть только одно общее свойство, но Рассел ответит, что у классов нет общего свойства, они сходятся по семейному сходству.

## Хилари Уайтхолл Патнэм
Хилари Патнэм отвергает дескриптивные идеи о естественном виде, развивая семантические понятия в языке. Патнэм объясняет свое неприятие дескриптивного и традиционалистского подходов к естественным видам семантическими рассуждениями и настаивает на том, что о естественных видах нельзя думать с помощью описательных процессов или создания бесконечных списков свойств. В мысленном эксперименте Патнэма «Земля-близнец» рассматривается ситуация, когда «вода», привычного для нас вида соотносится с альтернативной версией «воды» на воображаемой «Земле-близнеце». Эта «вода» состоит из другого химического состава, в отличие от альтернативной версии. Однако во всех других описываемых аспектах это то же самое, что и земная «вода». Патнэм утверждает, что простого описания объекта, такого как «вода», недостаточно для определения естественного вида. Существуют базовые аспекты, такие как химический состав, которые могут остаться неучтенными, если не будут проведены консультации с экспертами. Патнэм утверждает, что эта информация, предоставленная экспертами, в конечном итоге определит естественные виды.
Патнэм называет основную информацию, используемую для определения естественного вида, «основными фактами». Эта дискуссия возникает частично в ответ на то, что он называет «пессимизмом Куайна» теории значения. Патнэм утверждает, что на естественный вид можно ссылаться через связанный с ним стереотип. Этот стереотип должен быть нормальным членом категории и сам определяться основными фактами, определёнными экспертами. Передавая эти основные факты, можно передать основное и правильное использование естественных видов терминов.
Процесс передачи основных фактов, чтобы передать сущность и соответствующий термин естественного вида, показан в примере Патнэма с описанием лимона и тигра. С лимоном можно передать стимул-значение того, что есть лимон, просто показывая кому-то лимон. В случае с тигром, с другой стороны, гораздо сложнее показать кому-то тигра, но говорящий может с такой же готовностью объяснить, что такое тигр, сообщив его основные факты. Передавая основные факты о тигре (например, большая кошка, четыре ноги, оранжевые, черные полосы и т. д.), теоретически слушатель может правильно использовать слово «тигр» и точно ссылаться на него.